# Ennemis intérieurs
Ennemis intérieurs (titolo internazionale: Enemies Within) è un cortometraggio del 2016, diretto e scritto da Sélim Azzazi. 
È stato candidato a molti premi, tra cui l'Oscar per il miglior cortometraggio all'89ª edizione della cerimonia di premiazione degli Oscar del 2017.

## Trama
Un interrogatorio in una stazione di polizia locale si trasforma in un'inchiesta durante la quale un uomo nato franco-algerino si vede accusato di aver protetto l'identità di possibili terroristi. Questo primo piano sulla travagliata storia della Francia con le sue ex colonie mostra un uomo che controlla il destino di un altro con un tratto di penna durante un periodo turbolento degli anni '90.

## Riconoscimenti
- 2016 - Cortometraggi indipendenti di Vienna
  - Miglior cortometraggio internazionale
- 2016 - Festival del cinema di Newport Beach
  - Miglior cortometraggio narrativo
- 2016 - Festival international du court métrage de Clermont-Ferrand
  - Premio Nazionale del Pubblico
  - Premio della Giuria Giovani
- 2017 - Premio Oscar
  - Candidatura per il miglior cortometraggio